# Трубкокрут ліщиновий
Трубкокру́т ліщи́новий (Apodérus córyli — вид жуків родини Трубкокрути (Attelabidae). Це комаха 6 — 8 мм завдовжки, із голим тілом. Може завдавати помітної шкоди ліщині, вільсі та іншим деревам.

## Зовнішній вигляд[2]
Основні ознаки:
- кігтики біля своєї основи зрослися;
- внутрішній край передніх гомілок зазублений, гомілки мають на вершині гачкоподібний зубець;
- голова позаду очей із закругленими і сильно звуженими дозаду скронями і з перетяжкою у вигляді шиї;
- Передньоспинка із широкою перетяжкою біля переднього краю;
- надкрила блискучі, голі, з рядами грубих точкових борозенок, між 3-м і 5-м проміжками є 1–2 вкорочені борозенки;
- забарвлення верхньої частини тіла дуже мінливе, звичайно воно чорне, а основа передньоспинка і надкрила червоні, інколи ноги теж часткового червоні.

Яйце жовтувате. У личинки вигнуте С-подібне тіло довжиною близько 10 мм. Воно яскраво оранжеве, голова брунатна. Лялечка також яскраво оранжева, 6–8 мм завдовжки.

## Географічне поширення
Вид поширений майже по всій Європі, в Закавказзі, Західному Сибіру, Монголії, Китаї, Далекому Сході. В Україні зареєстрований в Криму та 10 областях — у Лісостепу, Поліссі та Карпатах).

## Спосіб життя
Вид є мешканцем листяних лісів, парків та садів. Активні жуки зустрічаються у природі з кінця весни (травень) до початку осені (вересень). Вони харчуються листям дерев, найчастіше — на ліщині, фундуку, вільсі, часом на дубі, березі, грабі , буці, зрідка на вербі або липі.
Після парування (травень-червень) самиці надрізають особливим чином листкову пластинку. Після цього вони згортають листок у вигляді трубчастого пакуночка, який тримає цю форму і сам собою не розкривається. У стінці пакуночка самиця вигризає отвір, крізь який відкладає всередину до 5–6 яєць. Щодня самиця може виготовляти декілька таких пакуночків. Період відкладання яєць триває кілька тижнів.
Личинки гризуть листя своєї схованки, у ній же заляльковуються, коли вона впаде. Перші імаго нового покоління з'являються наприкінці серпня¬–восени. Вони зимують у підстилці з опалого листя й трави, у верхньому шарі ґрунту. Деякі личинки не встигають залялькуватися до перших холодів і впадають у діапаузу. Заляльковуються вони наступної весни. У субтропічному кліматі вид дає два покоління, окремі личинки другого можуть зазимувати.

## Значення у природі та житті людини
Подібно до інших видів, ліщиновий трубкокрут є невід'ємною ланкою природних екосистем, споживаючи рослинні тканини і стаючи здобиччю тварин — хижаків та паразитів. Звичайно, чисельність цього виду незначна, і втрати від його діяльності економічно невідчутні. Шкода від нього може виявитись помітною у агроценозах — лісосмугах, штучних лісових масивах, парках та декоративних насадженнях, а також у промислових насадженнях фундуку і ліщини.

## Галерея

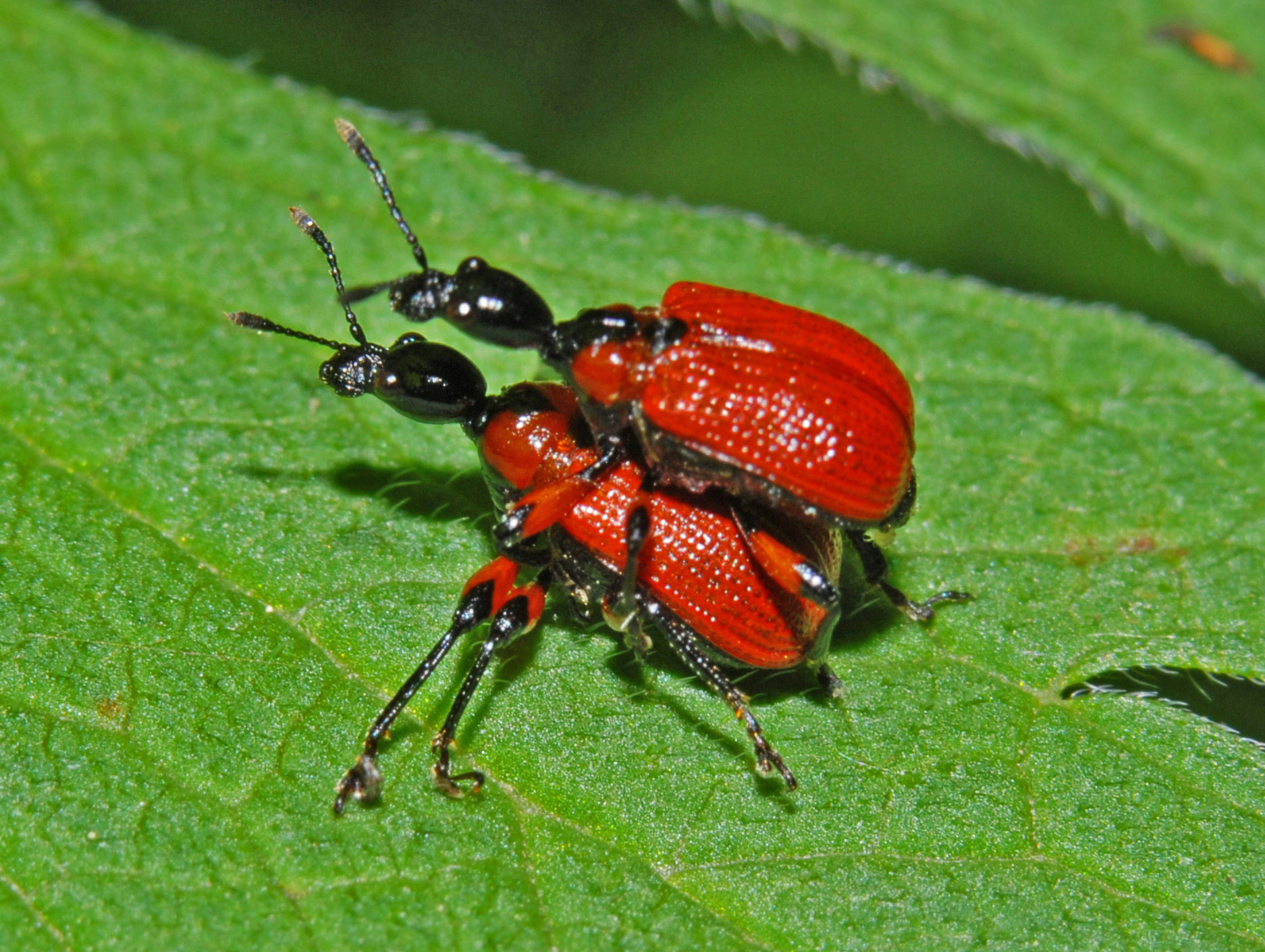
Парування Apoderus coryli
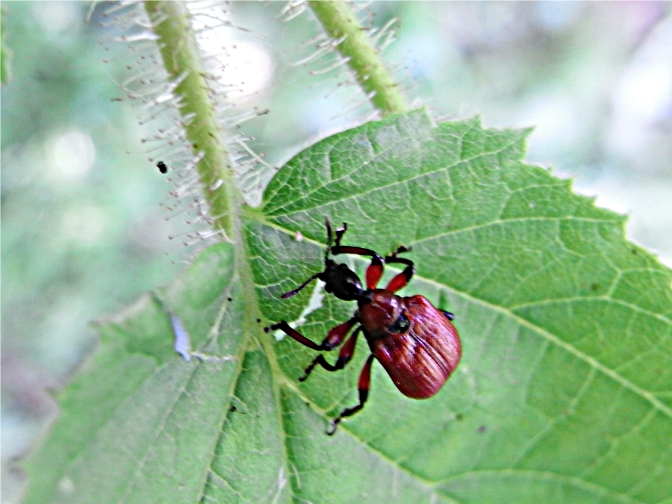
Самиця починає розрізати щелепами листкову пластинку
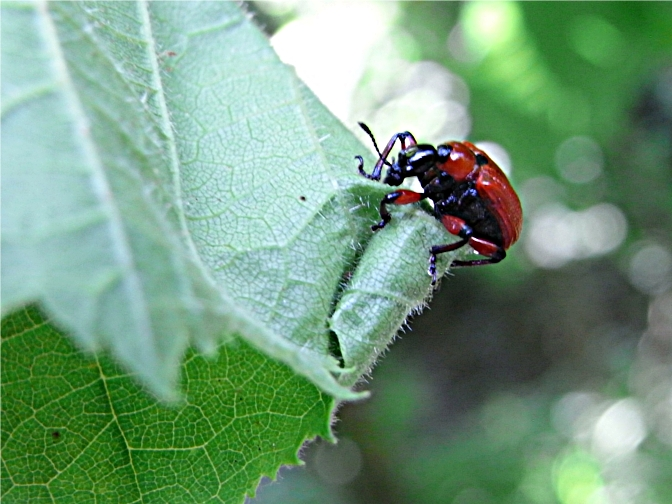
Розріз складної конфігурації завершено. Самиця починає його скручувати.
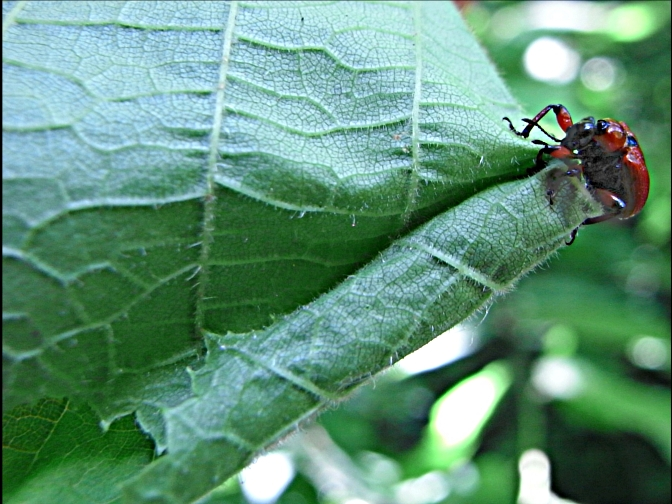
Хоча листок трохи підв'яв, його скручування вимагає від жука чималих зусиль: адже розміри листка і комахи неспівставні.
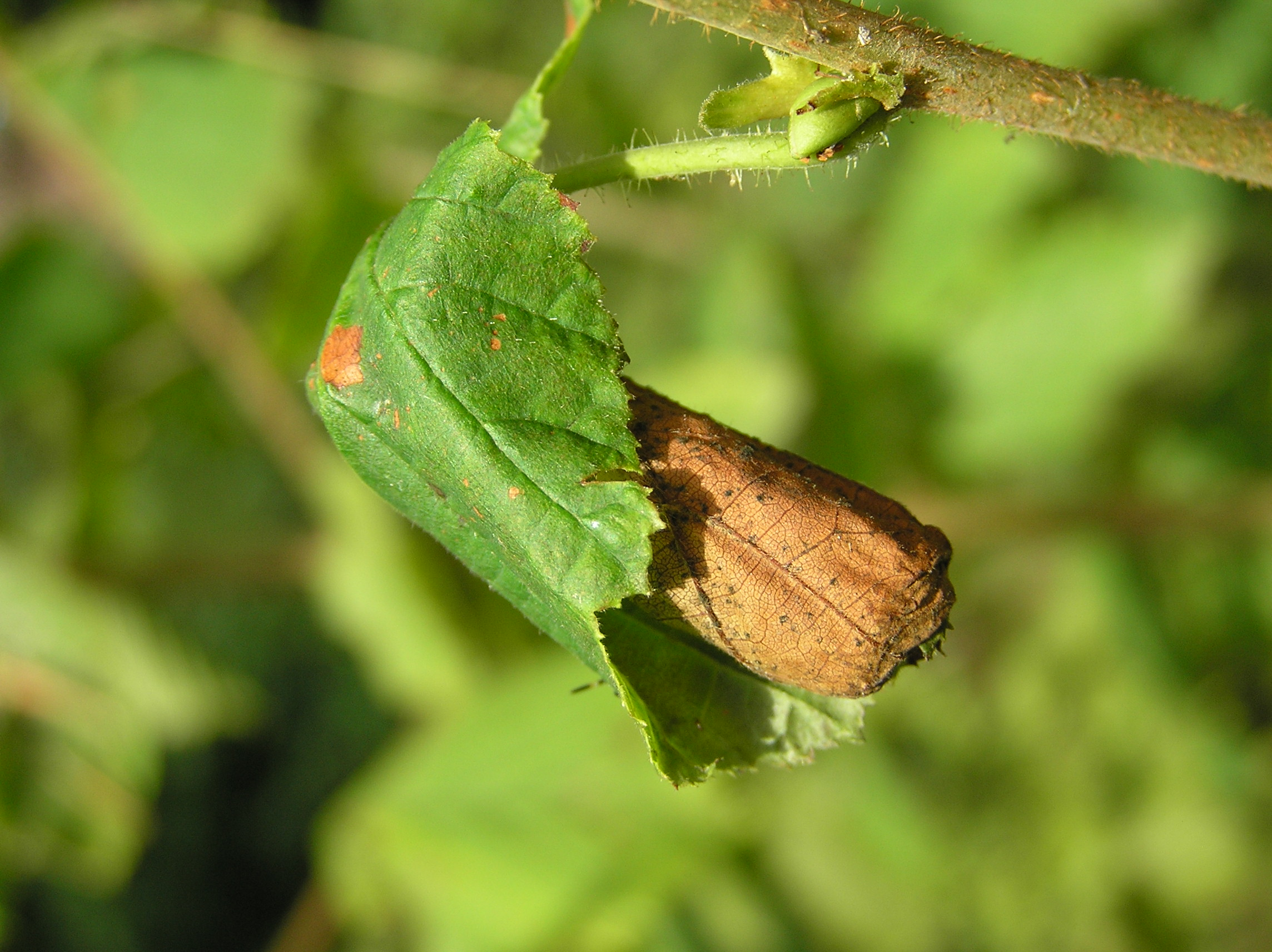
Через певний час  листок починає засихати, але всередині він лишається зеленим і цілком придатним для харчування личинки.
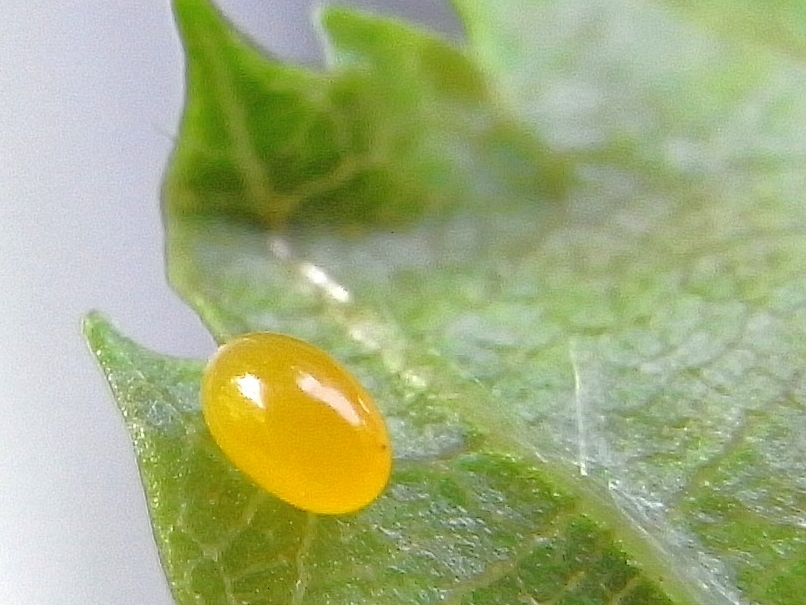
Якщо пакуночок обережно розгорнути, всередині можна побачити ось таке яйце або личинку. Загорнути пакуночок назад вам навряд чи вдасться.